# 기갑군단 펠트헤른할레
기갑군단 펠트헤른할레(독일어: Panzerkorps Feldherrnhalle)는독일의 기갑군단이다. 1944년 10월 제4육군단, 돌격대 군단 로도스, 제17기갑척탄병여단의 잔존 병력을 긁어모아 만들었다. 독소전쟁에 종군했다.

## 역대 군단장
1. 중장 오토 코흘러만: 1943년 6월 – 1944년 2월 13일
2. 대령 알베르트 헨체: 1944년 2월 13일 – 1944년 4월 3일
3. 소장 프리드리히카를 폰 슈타인켈러: 1944년 4월 3일 – 1944년 7월 8일
4. 소장 귄터 파페: 1944년 7월 8일 – 1944년 11월
5. 기갑병대장 울리히 클리만: 1944년 11월 27일 – 1945년 5월 8일

## 전투서열
헝가리 데브레첸 전투(1944년 10월) 시점 제60펠트헤른할레 기갑척탄병사단 전투서열
- 사단참모부
- 수발총연대 펠트헤른할레
- 척탄병연대 펠트헤른할레
- 기갑분견대 펠트헤른할레
- 기갑수색분견대 펠트헤른할레
- 포병연대 펠트헤른할레
- 대공포대대 펠트헤른할레
- 공병대대 펠트헤른할레
- 통신중대 펠트헤른할레

헝가리 부다페스트 공방전(1945년 2월) 시점 제1펠트헤른할레 기갑사단 전투서열
- 사단참모부
- 기갑연대 펠트헤른할레
- 기갑대대
- 기갑척탄병대대
- 중전차분견대 펠트헤른할레
- 기갑척탄병연대 펠트헤른할레
- 대전차자주포분견대 펠트헤른할레
- 기갑수색분견대 펠트헤른할레
- 공병대대 펠트헤른할레
- 포병연대 펠트헤른할레
- 통신중대 펠트헤른할레

경칩 장전 (1945년 3월) 시점 기갑군단 펠트헤른할레 전투서열
- 군단참모부
  - 군단수발총연대 펠트헤른할레
  - 중전차분견대 펠트헤른할레
  - 제404포병연대
  - 제404기갑공병대대
  - 제44기갑통신대대
  - 기갑보충연대 펠트헤른할레
- 제1펠트헤른할레 기갑사단
- 제2펠트헤른할레 기갑사단